# Fernando Zalamea
Fernando Zalamea Traba (Bogotà, 28 febbraio 1959) è un matematico, filosofo e divulgatore scientifico colombiano.
È noto per i suoi contributi alla filosofia della matematica e per l'elaborazione di una  filosofia sintetica della matematica. Nel suo lavoro si è specializzato sull'opera matematica e filosofica di Alexander Grothendieck, nonché dell'opera logica di Charles S. Peirce.
Attualmente è professore ordinario presso il Dipartimento di Matematica dell'Università Nazionale della Colombia, dove ha fondato una scuola di matematica, principalmente attraverso il suo seminario continuo di epistemologia, storia e filosofia della matematica, che ha diretto per undici anni presso l'università. Dal 2018 è membro onorario dell'Accademia Colombiana di Scienze Fisiche Esatte e Naturali.
Nel 2016 è stato riconosciuto come una delle 100 menti globali interdisciplinari contemporanee più eccezionali da "100 Global Minds, i pensatori interdisciplinari più audaci al mondo", unico latinoamericano incluso in questo riconoscimento.